# Palazzo della Gherardesca

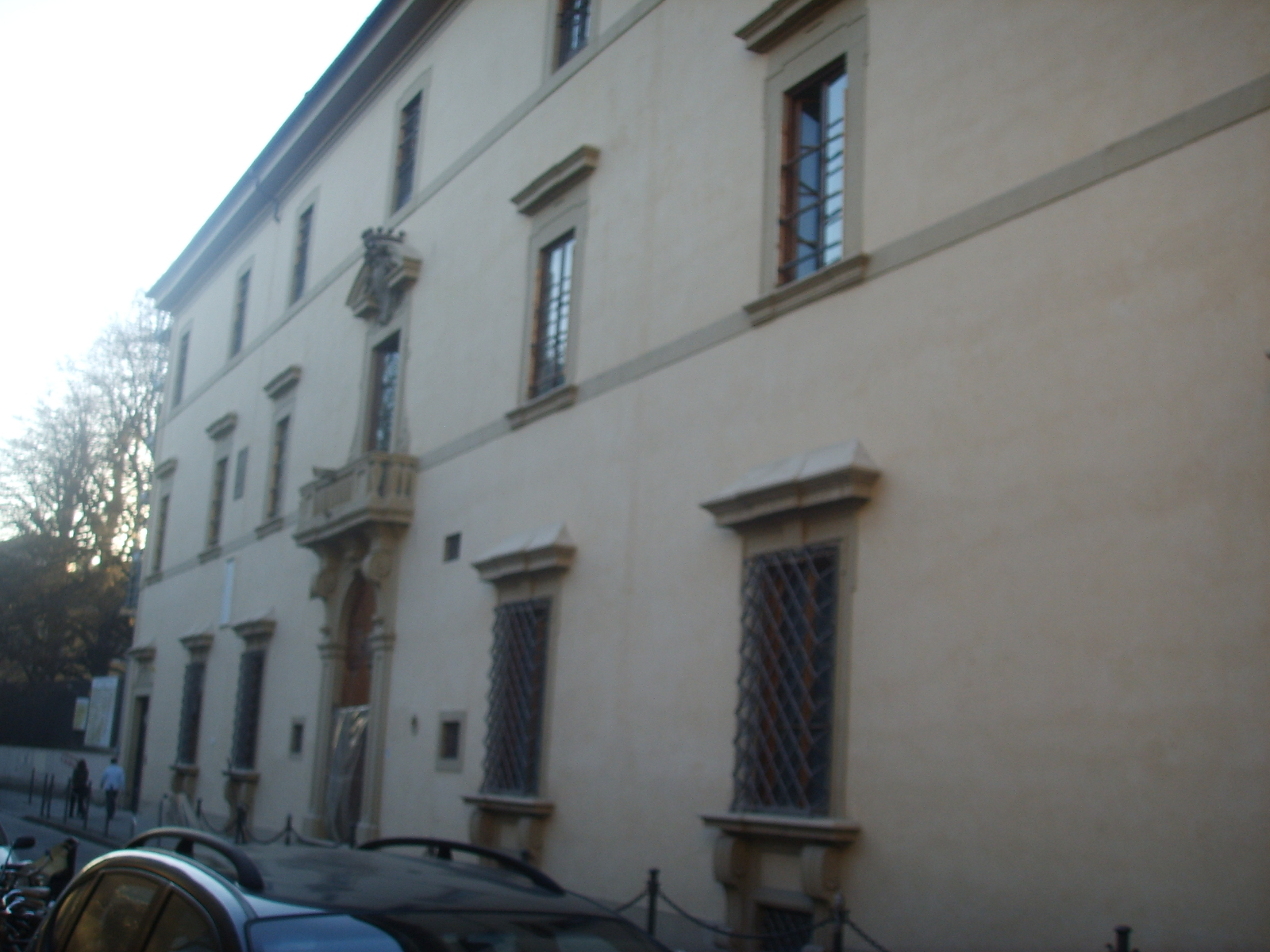
Vista parcial da fachada do Palazzo della Gherardesca.

O Palazzo della Gherardesca é um palácio italiano que se encontra no nº 99 do Borgo Pinti, em Florença.

## História e arquitectura

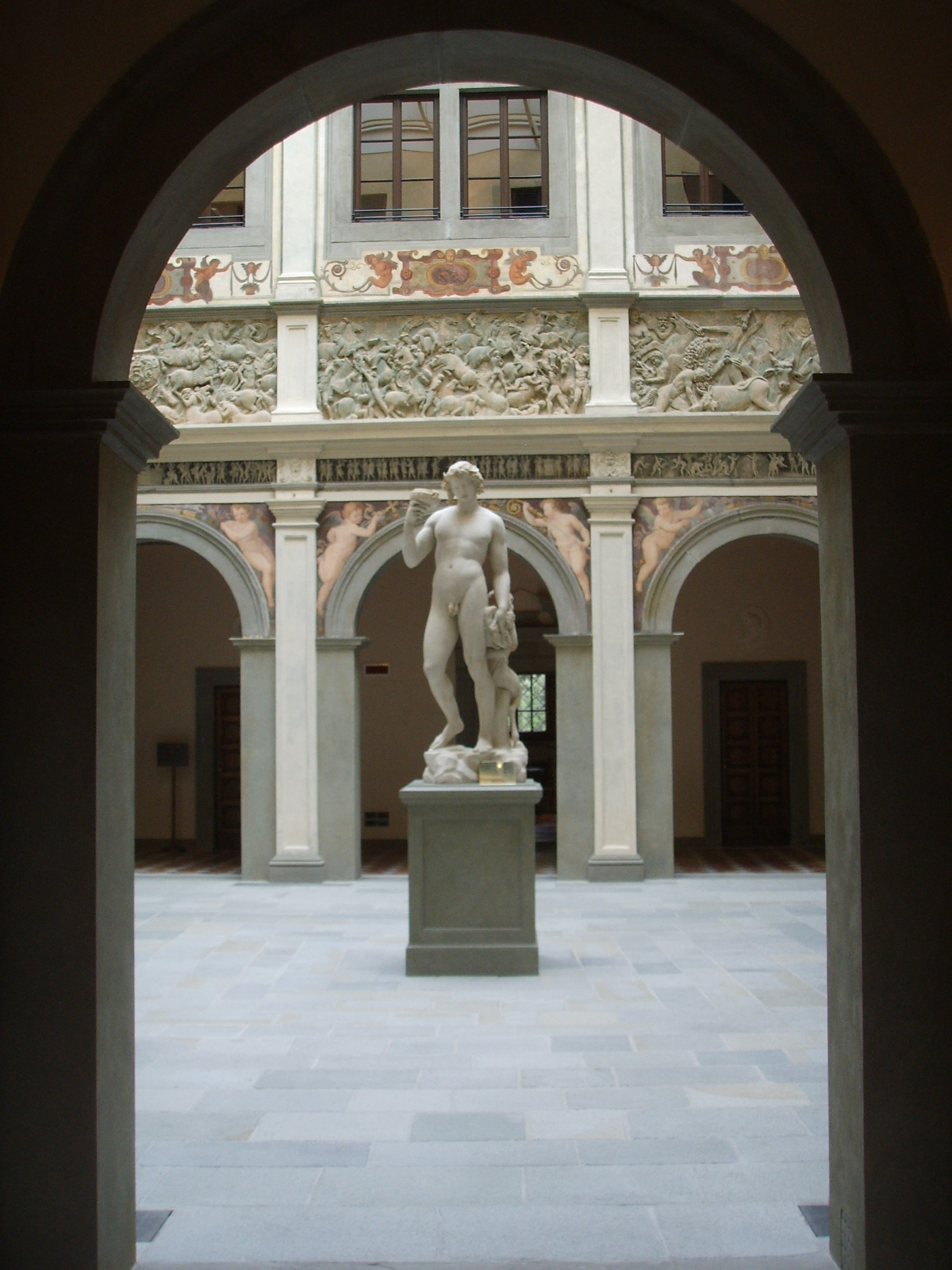
Pátio interior do Palazzo della Gherardesca.

O palácio foi construído em pouquíssimo tempo, num terreno que anteriormente pertencera ao Ospedale degli Innocenti, entre 1472 e 1480, por Bartolommeo Scala, alto funcionário da Signoria e erudito, segundo um projecto de Giuliano da Sangallo.
O edifício é um dos protótipos dos chamados casini di delizie (pavilhões de delícias"), ou seja, palácios urbanos semelhantes a villas imersas em grandes parques e jardins, que tanto estiveram na moda por volta do século XVIII.
Remonta à época de Bartolomeo Scala e de Sangallo o grande pátio quadrado, estudado para tirar o máximo proveito da luz natural, com arcadas de volta perfeita com longas impostas, as quais se elevam das pilastras que chegam ao andar superior, onde se encontra uma série de janelas rectangulares geminadas (verdadeiras e pintadas). A já de si original solução foi enriquecida ao longo dos séculos por um extraordinário ciclo decorativo formado por pinturas (putti nos arcos e grotescos no registo superior) e baixos relevos (a série dos doze grandes baixos relevos em estuque atribuídos a Giuliano da Sangallo) que criam um friso decorativo entre a linha do solo e a faixa marca-piso saliente no primeiro andar. O loggiato que corre em volta tem uma cobertura em abóbada de berço com uma estupenda decoração de lacunares polícromos, inspirada nas antigas domus romanas. Hoje está coberto por um lanternim oitocentista, obra de Piero Sanpaolesi, que melhor preserva os trabalhos artísticos.

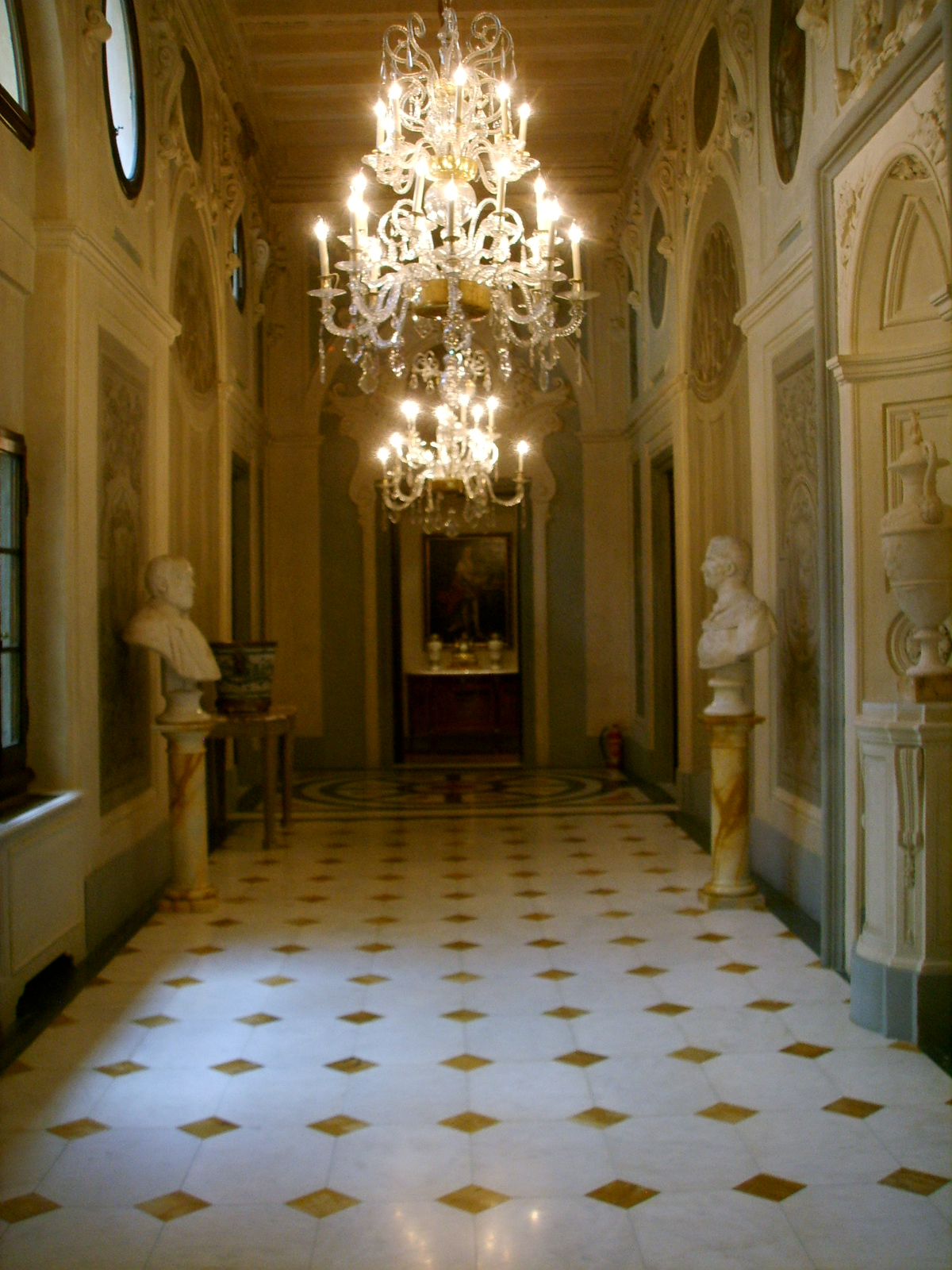
Corredor no andar nobre.

A propriedade passou, em 1585, para o Cardeal Alexandre de Médici (na época Arcebispo de Florença), que a adquiriu aos três filhos monges de Bartolomeo Scala. Neste período o imóvel foi melhorado e a propriedade aumentada pela aquisição dum terreno contíguo peretencente à Arte della Lana (Arte da Lã). Resta daquela época a Cappella del cardinale (Capela do cardeal), de planta quadrada, com acesso pelo pátio, decorada com afrescos em estilo tardo-maneirista. Com a eleição papal dos Médici, em 1605, a propriedade passou para a sua irmã Costanza, casada com Ugo della Gherardesca.
No século XVIII, o palácio sofreu notáveis modificações e aumentos por obra do arquitecto Giovan Battista Foggini, que abriu as janelas no piso térreo e criou o portal no Borgo Pinti, decorado por uma varanda na parte superior (segundo algumas fontes, Antonio Maria Ferri também trabalhou aqui). Também no interior do palácio as alterações foram consistentes, tanto que só o pátio foi mantido com a estrutura original, embora também este tenha sido mudado na decoração para adaptar-se aos novos gostos.
Durante os remodelamentos empreendidos quando Florença foi capital do Reino de Itália, o complexo foi posto em causa pela demolição das muralhas da cidade, em 1869, e pela criação das vias de circunvalação. Naquele período foi realizada uma entrada monumental para o jardim, na Viale Matteotti, da qual se ocupou o arquitecto do ressaniamento Giuseppe Poggi.
Em 1880 a propriedade foi cedida ao ex-Vice-rei do Egipto, Ismail Pascià, o qual, porém, a cedeu pouco depois por não ter obtido autorização para instalar o seu próprio harém. Passou, então, para a Società Strade Ferrate Meridionali e depois para a Società Metallurgica Italiana.
O palácio sofreu um novo restauro radical por ocasião da criação dum hotel de cinco estrelas da cadeia Four Seasons Hotels and Resorts, aberto em Junho de 2008. O projecto não deixou de suscitar alguma perplexidade, apesar da contínua supervisão da superintendência.

## O jardim

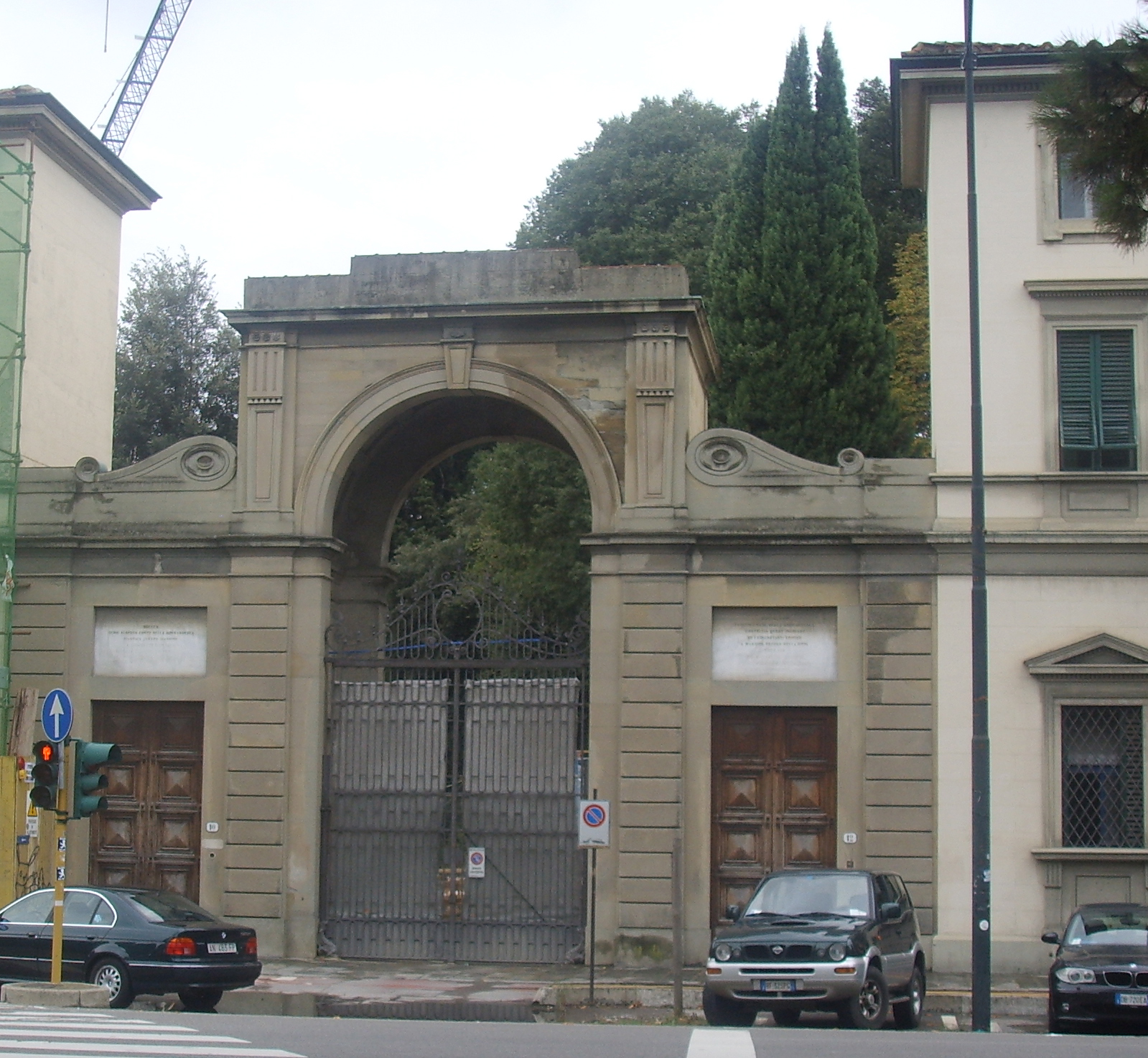
Entrada do jardim pela Piazzale Donatello.

O Giardino della Gherardesca é o jardim do palácio, situando-se entre a Via Gino Capponi, a Via Giuseppe Giusti, o Borgo Pinti e a Viale Matteotti, com a entrada principal situada na Piazzale Donatello. Trata-se do maior jardim privado existente no centro histórico da cidade.
Pelas descrições e desenhos da época, infere-se que o jardim tinha uma implantação clássica, com uma horta, um viveiro e uma ragnaia (ou seja, um bosquete com redes destinadas à captura de pequenos pássaros), esta última pertencente à Arte della Lana, que a vendeu aos della Gherardesca.

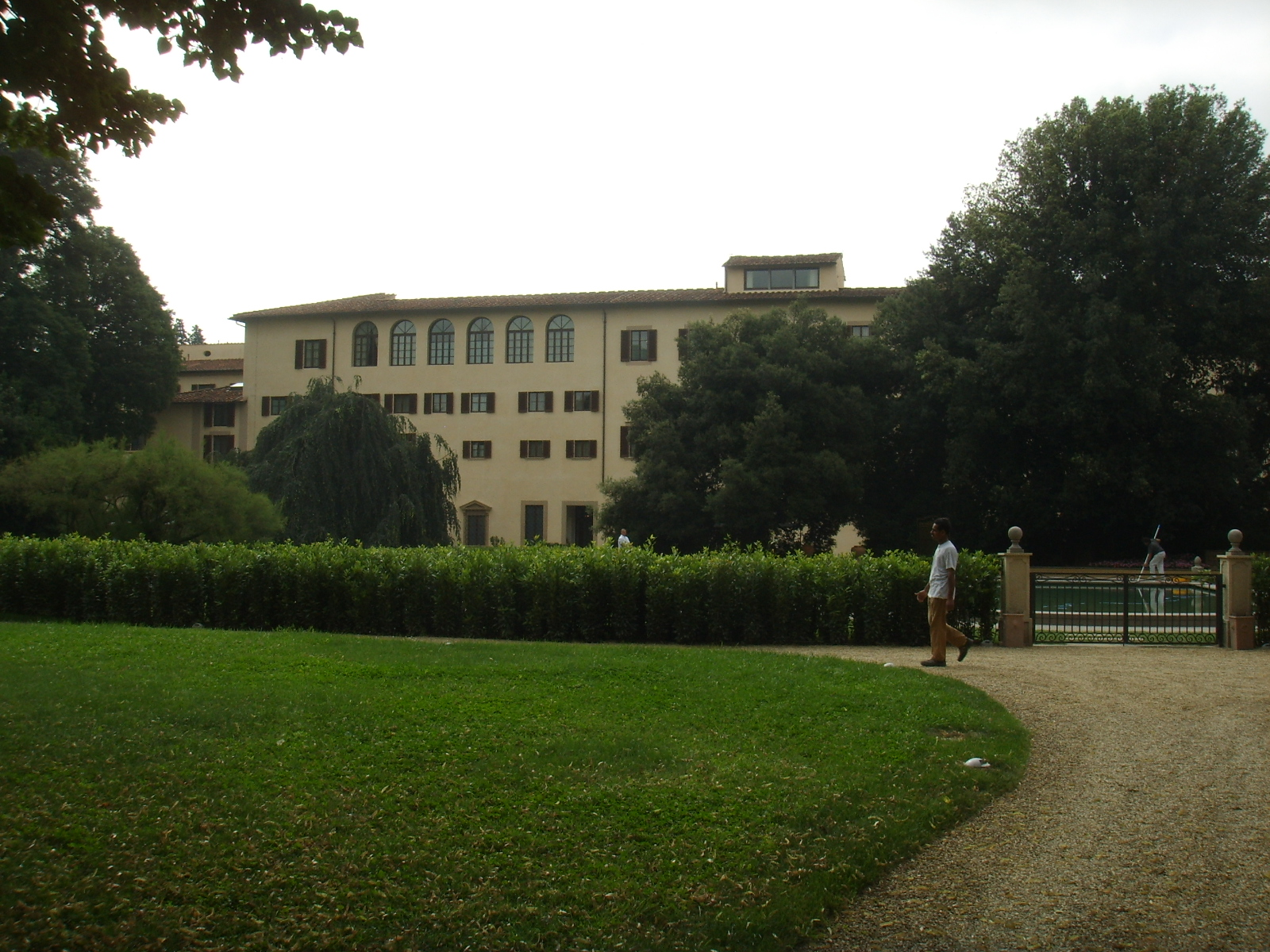
Fachada do Palazzo della Gherardesca virada ao jardim.

No século XVIII, depois de terminados os trabalhos no palácio, começaram a interressar-se, também, pelos espaço externo, eliminando a divisão geométrica à italiana (da qual foi deixada apenas uma pequena parcela no lado do Borgo Pinti), e começando a realizar um jardim à inglesa, com caminhos, arbustos, árvores plantadas sem esqema pré-definido, um tanque-lago, duas colinas e três pequenos edifícios decorativos e de recreio: uma kaffeehaus (casa de café), um pequeno templo jónico e um tepidário.
Por trás da portaria monumental de Poggi, entre dois corpos de edifícios, abre-se uma graciosa fonte com um putto no fundo duma colina arborizada.
Este jardim era conhecido pelas raridades botânicas, como as primeiras tangerinas cultivadas em Florença e algumas árvores valiosas que, apesar de seculares, ainda são visíveis: um bordo de notáveis dimensões, una sequóia, uma thuja gigante. Esplêndida é a colecção de azáleas.
O jardim foi envolvido nas alterações promovidas pela Florença capital. Como já foi dito, é deste período a entrada monumental pela Viale Matteotti, da autoria de Giuseppe Poggi.
Depois da destruição e incúria do período bélico, o jardim teve um magistral restauro por obra de Pietro Porcinai. Hoje encontra-se no centro dum novo restauro radical, servido de jardim ao novo hotel de cinco estrelas instalado no palácio.

### Galeria de imagens do jardim

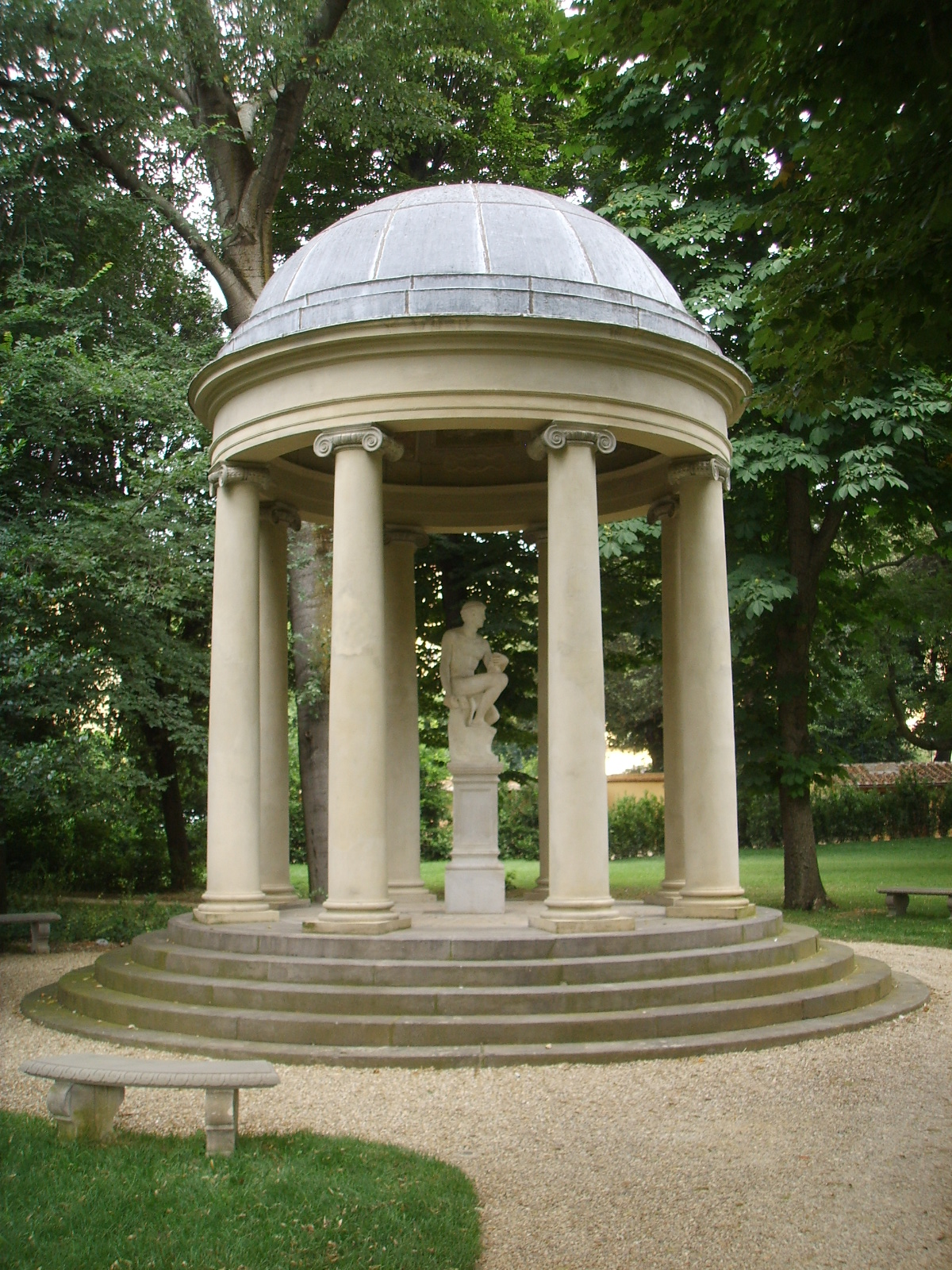
Pequeno templo no jardim
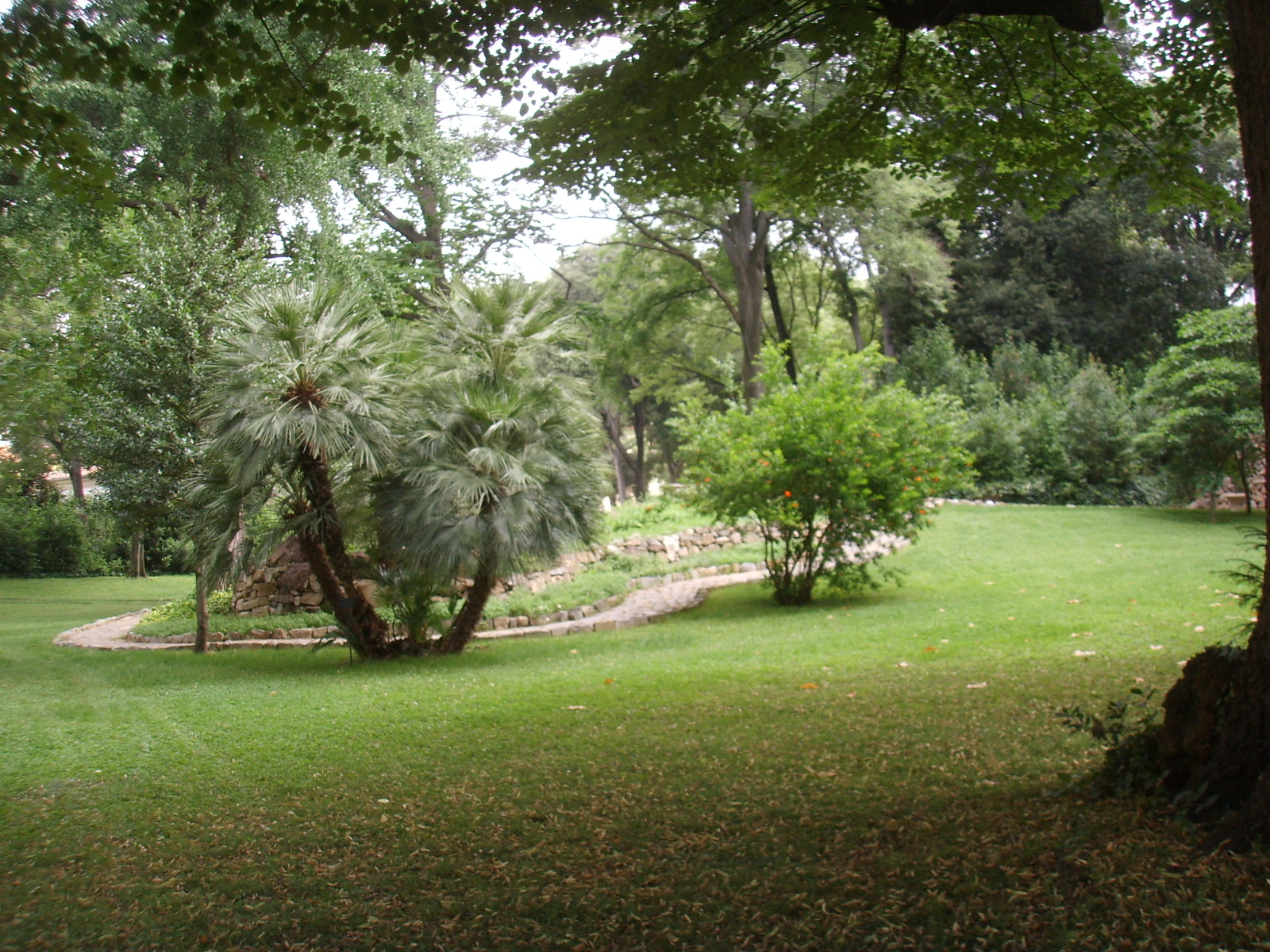
Montícolo no parque à inglesa
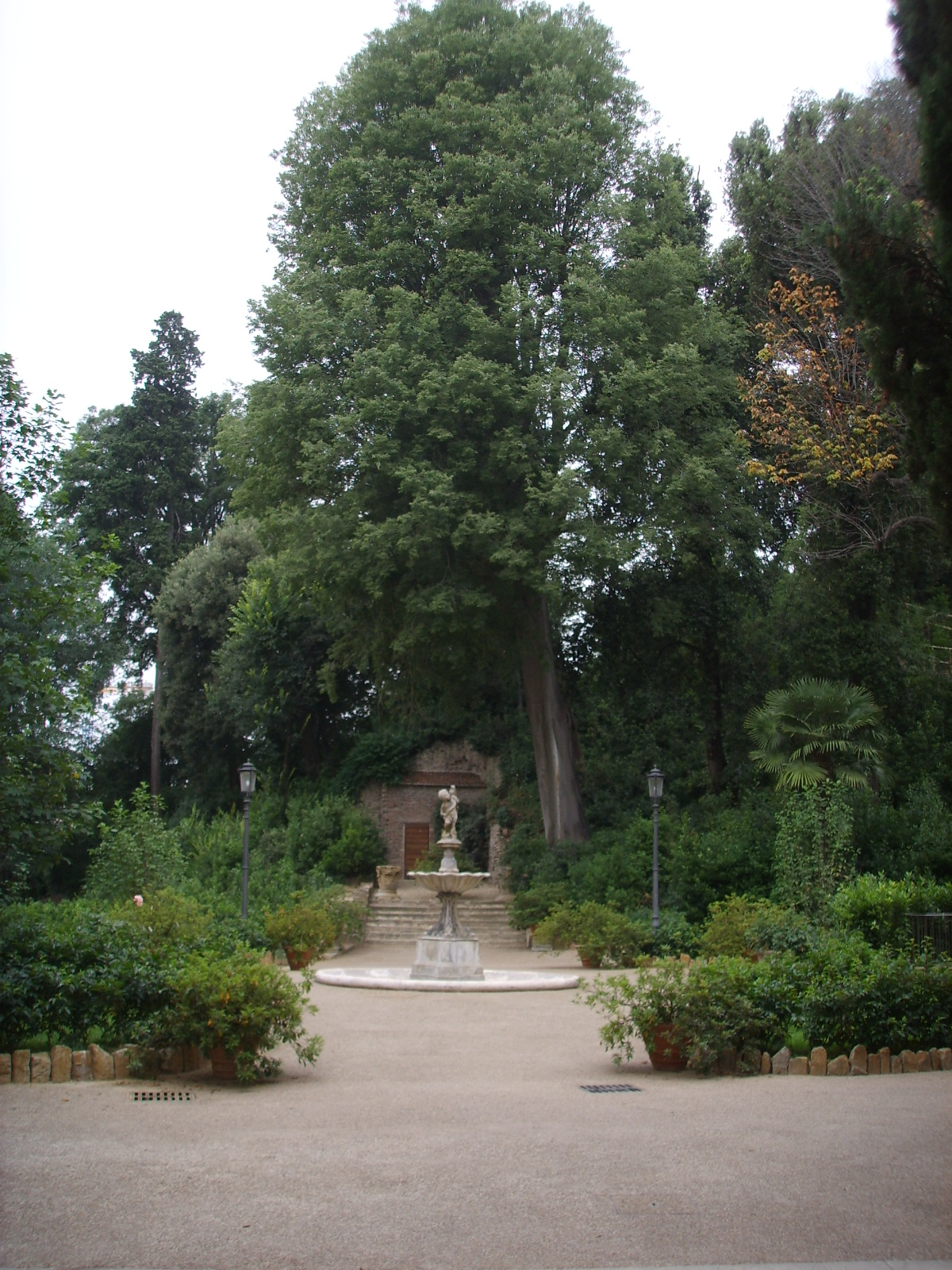
Fonte com putto